# Dallas Liu
Dallas Liu (Los Angeles, 21 augustus 2001) is een Amerikaans acteur. Hij speelde in diverse films en series, waaronder Tekken, Shang-Chi and the Legend of the Ten Rings en Avatar: The Last Airbender.

## Filmografie

### Film
- 2009: Tekken, als 6-jarige Jin Kazama
- 2015: Underdog Kids, als jonge Jimmy
- 2017: Ella, als Abe
- 2021: Shang-Chi and the Legend of the Ten Rings, als Ruihua Chen
- 2023: The Slumber Party, als Mikey

### Televisie
- 2013: Mortal Kombat: Legacy, als Young Bi-Han
- 2014: Enormous, als jongen
- 2014: Bones, als Riley
- 2015: Gortimer Gibbon's Life on Normal Street, als Yoshi
- 2016: CSI: Cyber, als Jake Hazelton
- 2016: Hopefuls, als Reed
- 2016: Legendary Dudas, als Carter
- 2018: The Who Was? Show, als Bruce Lee
- 2019-2021: Pen15, als Shuji Ishii-Peters
- 2019: No Good Nick, als Pete
- 2020: Players, als Taylor King
- 2024-heden: Avatar: The Last Airbender, als prins Zuko
- 2025: Sakamoto Days, als Shin Asakura (stemrol)